# Armeens basketbalteam (mannen)
Het Armeens nationaal basketbalteam is een team van basketballers dat Armenië vertegenwoordigt in internationale wedstrijden. Het team heeft zich tot op heden niet kunnen plaatsen voor Eurobasket, het Wereldkampioenschap basketbal of het basketbalonderdeel van de Olympische Zomerspelen.